# Otomantis
Otomantis es un género de mantis de la subfamilia Acromantinae. Tiene cinco especies:
- Otomantis aurita
- Otomantis capirica
- Otomantis casaica
- Otomantis rendalli
- Otomantis scutigera